# Міхейлешть
Міхейлешть, Міхейлешті (рум. Mihăilești) — місто у повіті Джурджу в Румунії. Адміністративно місту підпорядковані такі села (дані про населення за 2002 рік):
- Дрегенеску (502 особи)
- Новач (1257 осіб)
- Попешть (1189 осіб)

Місто розташоване на відстані 19 км на південний захід від Бухареста, 47 км на північ від Джурджу, 149 км на південь від Брашова.

## Населення
За даними перепису населення 2002 року у місті проживали 7490 осіб.
Національний склад населення міста:
| Національність            | Кількість осіб | Відсоток |
| ------------------------- | -------------- | -------- |
| румуни                    | 7241           | 96,7%    |
| цигани                    | 241            | 3,2%     |
| турки                     | 5              | 0,1%     |
| угорці                    | 2              | < 0,1%   |
| не вказали національність | 1              | < 0,1%   |

Рідною мовою назвали:
| Мова                  | Кількість осіб | Відсоток |
| --------------------- | -------------- | -------- |
| румунська             | 7393           | 98,7%    |
| циганська             | 91             | 1,2%     |
| турецька              | 3              | < 0,1%   |
| угорська              | 2              | < 0,1%   |
| не вказали рідну мову | 1              | < 0,1%   |

Склад населення міста за віросповіданням:
| Релігія        | Кількість осіб | Відсоток |
| -------------- | -------------- | -------- |
| православні    | 7445           | 99,4%    |
| римо-католики  | 11             | 0,1%     |
| мусульмани     | 11             | 0,1%     |
| бретрени       | 9              | 0,1%     |
| лютерани       | 7              | 0,1%     |
| греко-католики | 4              | 0,1%     |
| реформати      | 1              | < 0,1%   |
| не релігійні   | 1              | < 0,1%   |

## Зовнішні посилання
- Дані про місто Міхейлешть на сайті Ghidul Primăriilor [Архівовано 3 жовтня 2009 у Wayback Machine.]